# Andres (prénom)
Pour les articles homonymes, voir Andres (homonymie).
Andres est un prénom masculin célébré le 30 novembre et dérivé d'Andreas. Ce prénom peut désigner:

## Prénom
- Andres Alver (en) (né en 1953), architecte estonien
- Andres Ammas (en) (1962-2018), homme politique estonien
- Andres Ambühl (né en 1983), joueur suisse de hockey sur glace
- Andres Anvelt (né en 1969), homme politique estonien
- Andres Ehin (en) (1940-2011), écrivain et traducteur estonien
- Andres Gabetta (né en 1976), violoniste baroque franco-argentin
- Andres Gerber (en) (né en 1973), joueur suisse de football
- Andres Herkel (né en 1962), homme politique estonien
- Andres Ilves (en), journaliste et écrivain américain
- Andres Kasekamp (en) (né en 1966), historien canado-estonien
- Andres Keevallik (en) (né en 1943), scientifique et recteur estonien
- Andres Koort (en) (né en 1969), peintre et scénographe estonien
- Andres Kork (en) (né en 1950), homme politique estonien
- Andres Küng (1945-2002), journaliste et homme politique estonien
- Andres Langemets (en) (né en 1948), publiciste et poète estonien
- Andres Larka (1879-1943), commandant militaire estonien
- Andres Lauk (en) (né en 1964), coureur cycliste estonien
- Andres Lavik (en) (1852-1941), homme politique norvégien
- Andres Levin (en), producteur et réalisateur américano-vénézuélien
- Andres Lipstok (en) (né en 1957), président de banque estonien
- Andres Luure (en) (né en 1959), philosophe et traducteur estonien
- Andres Marin (en) (né en 1983), escaladeur colombien
- Andres Metsoja (en) (né en 1978), homme politique estonien
- Andres Metspalu (en) (né en 1951), généticien estonien
- Andres Nuiamäe (en) (1982-2004), officier militaire estonien
- Andres Olvik (en) (né en 1986), nageur olympique estonien
- Andres Oper (né en 1977), entraîneur estonien de football
- Andres Põder (en) (né en 1949), évêque luthérien estonien
- Andres Põime (en) (né en 1957), architecte estonien
- Andres Puustusmaa (en) (né en 1971), acteur et réalisateur estonien
- Andres Raag (en) (né en 1970), acteur estonien
- Andres Raja (né en 1982), décathlonien estonien
- Andres Salumets (en) (né en 1971), biologiste et biochimiste estonien
- Andres Serrano (né en 1950), photographe contemporain américain
- Andres Siim (en) (né en 1962), architecte estonien
- Andres Sõber (en) (né en 1956), joueur estonien de basket-ball
- Andres Sutt (en) (né en 1967), homme politique estonien
- Andres Tarand (né en 1940), homme d'État estonien
- Andres Unga (en) (né en 1966), diplomate estonien
- Andres Varik (en) (né en 1952), ministre estonien
- Andres Veiel (né en 1959), réalisateur allemand
- Andres Vooremaa (en) (né en 1944), joueur d'échecs estonien
- Andres Võsand (en) (né en 1966), joueur estonien de tennis

## Variants
- Andrés
- Anders
- André (prénom)
- Andreas (prénom)
- Andrei
- Andrew
- Andrus (prénom)
- Andrejs
- Andrzej
- Andriy
- Andro
- Anti (prénom)
- Anto (prénom)